# Rosa (Seeotter)
Rosa (* August 1999; † 5. Juni 2024) war ein weiblicher Seeotter des Monterey Bay Aquariums. Sie war bekannt dafür, dass sie der älteste im Aquarium lebende Otter war und als Pflegemutter für 15 ausgesetzte Otter im Aquarium diente.

## Leben
Rosa wurde Ende August 1999 geboren. Sie wurde im Alter von vier Wochen an einem Strand in Santa Cruz County, Kalifornien, gestrandet gefunden und ins Aquarium gebracht. Rosa wog damals 2,2 kg. Sie wurde im Alter von zwei Jahren ausgewildert, musste aber zwei Jahre später ins Aquarium zurückgebracht werden, weil sie weiterhin mit Menschen interagierte, indem sie Schwimmer und Kajakfahrer ansprang, was eine Gefahr für sie selbst und die Menschen darstellte.
Rosa zeichnete sich durch ihre große Figur mit weichem, silberfarbenem Fell und weißen Sommersprossen auf dem Kopf aus. Sie war auf der Seeotter-Live-Kamera des Aquariums zu sehen und ruhte sich nach der Fütterung normalerweise auf der Wasseroberfläche am mittleren Fenster aus. Eine Zeit lang fraß sie gerne Lebendfutter mit Muscheln und Krebsen und verzehrte über 4,5 kg Futter pro Tag. Sie zog 15 verwaiste Seeotterwelpen auf, bis im Oktober 2019 die letzten von ihr aufgezogenen Otter in die Freiheit entlassen wurden. Im Alter war sie durch ein Herzleiden und ein sehr eingeschränktes Sehvermögen beeinträchtigt. Sie lebte bis ins hohe Alter, indem sie mithilfe von Plastikbällen, so genannten Boomer Balls, oder anderen Spielzeugen gefüttert wurde, die ihr Futter lieferten, und sie wurde regelmäßig von einem Gesundheitsüberwachungsteam gepflegt, das persönliche Trainingseinheiten durchführte, die an Rosas Leistungsvermögen angepasst waren. Rosa wurde dreimal im Jahr ärztlich untersucht, zudem wurden Röntgenaufnahmen, Bluttests und Zahnpflege durchgeführt. Die Mitarbeiter des Aquariums bauten 2013 eine Rampe, um einer möglichen Arthritis vorzubeugen. Ihre Ernährung wurde auf der Grundlage ihres Gewichts angepasst, das regelmäßig überprüft wurde. Zu den Haltungsübungen, die Rosa erlernte, gehörte es, sich auf die Waage zu stellen, ihre Pfoten zur Inspektion hochzustrecken, die Gabe von Augentropfen zu erlauben und ihr Maul zur Inspektion zu öffnen. Wie viele andere Otter im Aquarium waren ihr über 20 verschiedene Verhaltensweisen antrainiert worden.
Einige der Otter im Monterey Bay Aquarium, darunter Rosa, sind nach Figuren von John Steinbeck benannt. Rosas Name stammt aus dem Kurzroman Tortilla Flat. In einem Livestream anlässlich ihres 24. Geburtstags wurde erklärt, dass ihr ursprünglicher Name Faye war, aber in Rosa geändert wurde, da er dem Namen eines anderen Otters zu ähnlich war.
Seit Rosas 20. Geburtstag im Jahr 2019 veranstaltete der Twitch-Streamer und YouTuber Douglas Wreden, auch bekannt als DougDoug, jährliche Charity-Livestreams, um Geld für das Monterey Bay Aquarium zu sammeln. Diese Streams trugen zu Rosas Popularität bei. Wreden und seine Community sammelten 320,18 $ zu ihrem 20. Geburtstag, 2.676,31 $ zu ihrem 21. Geburtstag. Während seines Streams zu Rosas 23. Geburtstag sammelten er und seine Twitch-Zuschauer 104.327,89 $ für das Aquarium. Im August 2023 hielt Wreden zwei Streams zu Rosas 24. Geburtstag ab und sammelte insgesamt 302.014,21 $. Im August 2024 hielt Wreden zwei Gedenk-Streams zu Rosas 25. Geburtstag ab und sammelte 625.375,68 $. Insgesamt hat Wreden 1.048.886,46 $ für das Monterey Bay Aquarium gesammelt.
Rosa wurde am 5. Juni 2024 aufgrund altersbedingter gesundheitlicher Probleme eingeschläfert. Zum Zeitpunkt ihres Todes war sie mit 24 Jahren und 9 Monaten der älteste Seeotter im Monterey Bay Aquarium. Sie erreichte ein höheres Alter als der älteste bekannte männliche Seeotter in den Vereinigten Staaten, Adaa, der 22 Jahre und 8 Monate alt wurde; den Altersrekord für einen weiblichen Seeotter hält allerdings Etika, die etwa 28 Jahre alt wurde.